# Kenneth McGriff
Kenneth McGriff, detto Supreme (New York, 19 settembre 1960), è un criminale statunitense, signore della droga e gangster del Queens ad oggi in carcere.

## Inizi
Kenneth iniziò a diventare un personaggio conosciuto nel quartiere South Jamaica, Queens nei primissimi anni '80 in seguito alla formazione della propria organizzazione per produrre e distribuire il crack chiamata The Supreme Team.
Nel giro di qualche anno l'organizzazione crebbe a tal punto da comprendere più di un centinaio di componenti e prese il controllo del mercato del crack nelle case popolari Baisley Park Houses in cui Kenneth è cresciuto. Nel 1987 dopo una investigazione federale venne arrestato e nel 1989 venne condannato a 12 anni di detenzione. Nel 1994 dopo aver scontato solo sette anni venne liberato con la condizionale, ma alla fine dello stesso anno fu riarrestato per aver violato la condizionale dovendo, dunque, scontare la propria pena fino al 1997.

## Relazione con il Rap Game

### Relazione con la Murder Inc.
Nel 1994 appena uscito con la condizionale Kenneth cercò di entrare nel mondo del cinema, cercando l'aiuto di Irv Gotti. Da lì nacque una collaborazione tra i due che si portò avanti anche per quanto riguarda l'etichetta Murder.Inc e l'artista Ja Rule. In seguito a questa relazione l'FBI, con l'accusa che l'etichetta musicale fosse una copertura per premettere il riciclaggio dei soldi guadagnati dalle attività illecite di Kenneth, condusse delle investigazioni che culminarono nel 2003 con una perquisizione degli uffici della Murder.Inc.

### Omicidi e faide
Nel 2001 ordinò l'omicidio del rapper Eric "E-Moneybags" Smith, dopo che quest'ultimo sparò ad uno dei suoi uomini Colbert "Black Just" Johnson, inoltre si presume sia stato il mandante dell'omicidio di Jam Master Jay nel 2002. Kenneth commissionò anche il tentato omicidio del rapper newyorkese 50 Cent, in seguito alle ostilità che quest'ultimo ebbe con la murder inc, in particolare Ja Rule. 50 Cent in risposta negli anni gli dedicò alcuni dissing come "I'm an Animal" (G-Unit Radio part 10: 2050 Before The Massacre) e "Get the message" (War Angel LP).

## Il presente - la prigionia
Nel Febbraio 2007 viene condannato a scontare la pena a vita sia per il traffico di droga sia per gli omicidi di Eric "E-Moneybags" Smith e di "Big Nose" Troy Singleton anch'egli ucciso nel 2001.
Nel 2007 iniziò a scontare la propria pena al penitenziario ADX Florence ma nel 2011 è stato trasferito all'United States Penitentiary, Lee.